# Siergiej Gorszeniow
Siergiej Gorszeniow (ros. Сергей Горшенёв) – rosyjski kierowca wyścigowy.

## Życiorys
Rywalizację w wyścigach samochodowych na poziomie krajowym rozpoczął w 1982 roku, rywalizując Estonią 19. Od sezonu 1983 ścigał się Estonią 20.
W 1986 roku Gorszeniew rozpoczął rywalizację w Sowieckiej Formule 3. Zajął wówczas siódme miejsce w Rustawi oraz czwarte w Czajce i zajął trzecie miejsce na koniec sezonu. W sezonie 1987 zmienił pojazd na Estonię 21M. Zdobył wówczas pierwsze podium w mistrzostwach ZSRR, zajmując drugie miejsce w Rydze. Na koniec sezonu Gorszeniow był czwarty w mistrzostwach ZSRR, wygrał ponadto wyścig o mistrzostwo Rosyjskiej FSRR.
W 1988 roku Gorszeniow zadebiutował w Formule Mondial. Zajął w klasyfikacji mistrzostw ZSRR siódme miejsce, wygrał również wyścig o mistrzostwo Gruzińskiej SRR. Rok później został zwycięzcą zawodów o mistrzostwo Rosyjskiej Formuły Mondial. W 1991 roku był piąty w wyścigu o nagrodę gazety „Trud”. Następnie ścigał się m.in. w mistrzostwach Polski.

## Wyniki
| Legenda oznaczeń w tabelach wyników Wyświetl szablon na nowej stronie | Legenda oznaczeń w tabelach wyników Wyświetl szablon na nowej stronie                                                                     |
| Oznaczenie                                                            | Wyjaśnienie |
| --------------------------------------------------------------------- | --- |
| Złoty                                                                 | Zwycięzca lub mistrzostwo |
| Srebrny                                                               | 2. miejsce lub wicemistrzostwo |
| Brązowy                                                               | 3. miejsce lub II wicemistrzostwo |
| Zielony                                                               | Ukończył, punktował (w klasyfikacji generalnej, gdy zdobył co najmniej jeden punkt na przestrzeni sezonu, poza trzema powyższymi opcjami) |
| Niebieski                                                             | Ukończył, nie punktował (w klasyfikacji generalnej, gdy nie zdobył co najmniej jednego punktu na przestrzeni sezonu)                      |
| Czerwony                                                              | Nie zakwalifikował się (NZ) |
| Czerwony                                                              | Nie prekwalifikował się (NPK) |
| Różowy                                                                | Nie ukończył (NU) |
| Różowy                                                                | Niesklasyfikowany (NS) (w klasyfikacji generalnej, gdy nie został sklasyfikowany w żadnym wyścigu sezonu)                                 |
| Czarny                                                                | Zdyskwalifikowany (DK) |
| Czarny                                                                | Wykluczony (WYK/EX) |
| Biały                                                                 | Nie wystartował (NW) |
| Biały                                                                 | Kontuzjowany (K/INJ) |
| Biały                                                                 | Wyścig odwołany (OD/C) |
| Bez koloru                                                            | Został wycofany (WYC/WD) |
| Bez koloru                                                            | Nie przybył (NP/DNA) |
| Bez koloru                                                            | Nie brał udziału w treningach (NT/DNP) |
| Bez koloru                                                            | Nie został zgłoszony (–) |
| Pogrubienie                                                           | Start z pole position |
| Kursywa                                                               | Najszybsze okrążenie wyścigu |
| †                                                                     | Nie ukończył, ale jego rezultat został zaliczony ze względu na przejechanie więcej niż 90% dystansu wyścigu.                              |
| *                                                                     | Sezon w trakcie |
| 1/2/3                                                                 | Punktowana pozycja w sprincie kwalifikacyjnym                                                                                             |
| Lista systemów punktacji Formuły 1                                    | |

### Sowiecka Formuła 3
| Rok  | Zespół         | Samochód    | Silnik | Wyniki w poszczególnych eliminacjach | Wyniki w poszczególnych eliminacjach | Wyniki w poszczególnych eliminacjach | Wyniki w poszczególnych eliminacjach | Pkt. | Msc. |
| ---- | -------------- | ----------- | ------ | ------------------------------------ | ------------------------------------ | ------------------------------------ | ------------------------------------ | ---- | ---- |
| 1986 |                |             |        |                                      |                                      |                                      |                                      | 122  | 3    |
| 1986 | DOSAAF Widnoje | Estonia 20  | Łada   | 7                                    | 4                                    |                                      |                                      | 122  | 3    |
| 1987 |                |             |        |                                      |                                      |                                      |                                      | 221  | 4    |
| 1987 | DOSAAF Widnoje | Estonia 21M | Łada   | NU                                   | NU                                   | 2                                    | 4                                    | 221  | 4    |

### Sowiecka Formuła Mondial
| Rok  | Zespół         | Samochód    | Silnik | Wyniki w poszczególnych eliminacjach | Wyniki w poszczególnych eliminacjach | Wyniki w poszczególnych eliminacjach | Pkt. | Msc. |
| ---- | -------------- | ----------- | ------ | ------------------------------------ | ------------------------------------ | ------------------------------------ | ---- | ---- |
| 1988 |                |             |        |                                      |                                      |                                      | 78   | 7    |
| 1988 | DOSAAF Widnoje | Estonia 21M | Łada   | -                                    | 8                                    | 4                                    | 78   | 7    |
| 1989 |                |             |        |                                      |                                      |                                      | 0    | NS   |
| 1989 | DOSAAF Widnoje | Estonia 21M | Łada   | NU                                   | NU                                   | NU                                   | 0    | NS   |

### Polska Formuła Mondial
| Rok  | Zespół | Samochód    | Silnik | Wyniki w poszczególnych eliminacjach | Wyniki w poszczególnych eliminacjach | Wyniki w poszczególnych eliminacjach | Wyniki w poszczególnych eliminacjach | Wyniki w poszczególnych eliminacjach | Wyniki w poszczególnych eliminacjach | Pkt. | Msc. |
| ---- | ------ | ----------- | ------ | ------------------------------------ | ------------------------------------ | ------------------------------------ | ------------------------------------ | ------------------------------------ | ------------------------------------ | ---- | ---- |
| 1992 |        |             |        | Polska                               | Polska                               | Polska                               | Polska                               | Polska                               | Polska                               | ?    | ?    |
| 1992 |        | Estonia 21M | Łada   | -                                    | -                                    | -                                    | -                                    | 5                                    | -                                    | ?    | ?    |
| 1993 |        |             |        | Polska                               | Polska                               | Polska                               | Polska                               | Polska                               | Polska                               | 11   | 24   |
| 1993 |        |             |        | -                                    | -                                    | -                                    | -                                    | 6                                    | NU                                   | 11   | 24   |